# Panorama (песня)
Panorama (с англ. — «Панорама») — песня американской рок-группы The Cars, первый трек с альбома Panorama. Несмотря на то, что песня не была выпущена в качестве сингла, с тех пор она стала "культовым фаворитом".

## Текст и Музыка
"Panorama" описана автором AllMusic Дональдом Гуариско как "одна из самых откровенных песен Рика Окасека о любви", со строчками Окасека "I just want to be in your panorama (с англ. — «Я просто хочу быть в твоей панораме»)". Гуариско продолжил, сказав, что музыка, однако, "использует причудливый, быстрый стиль, сочетая напряжённые куплеты, которые переходят от высоких к низким в невротическом стиле, с более мелодичным припевом, который мечтательно спускается от высоких к низким в манящем стиле".

## Музыкальное видео
Хотя "Panorama" не была выпущена в качестве сингла, на песню было снято музыкальное видео. Видео, описанное Гуариско как "забавная пародия на шпионский фильм", было снято режиссёром Чаком Статлером, известным тем, что снимал ранние музыкальные клипы группы Devo вместе с соучредителем Devo Джеральдом Касале. Песня "получила некоторое раннее освещение на MTV". В клипе приняли участие все пять участников группы, а также продюсер Рой Томас Бейкер.

## Приём
Критик AllMusic Грег Прато, рецензируя альбом, сказал: "Среди выдающихся моментов — зажигательный заглавный трек, открывающий альбом" Гуариско сказал, что трек был "развлекательно нетрадиционной песней о любви, в которой искренние чувства сочетаются с футуристическими звуковыми пейзажами".

## Участники записи
- Рик Окасек — ритм-гитара, вокал
- Эллиот Истон — соло-гитара, бэк-вокал
- Бенджамин Орр — бас-гитара
- Дэвид Робинсон — ударные, перкуссия
- Грег Хоукс — клавишные, бэк-вокал